# POODLE
POODLE (de l'anglais Padding Oracle On Downgraded Legacy Encryption) est une vulnérabilité logicielle présente dans le protocole SSL 3.0, qui permet de déchiffrer les informations échangées entre le navigateur Web de la victime et le serveur sécurisé, avec l'attaque de l'homme du milieu.
Ce problème fut révélé par Google dans un rapport rendu public le 14 octobre 2014.
Pour s'en prémunir, les serveurs devront donc migrer en TLS.
Le 20 octobre 2014, FileZilla a déployé sa mise à jour correctrice.
Le 8 décembre 2014, l'entreprise de sécurité Qualys déclare avoir réussi à toucher TLS avec cette même vulnérabilité. Il est estimé qu'au moins 10 % des sites web seraient touchés.